# Eslaus polabis

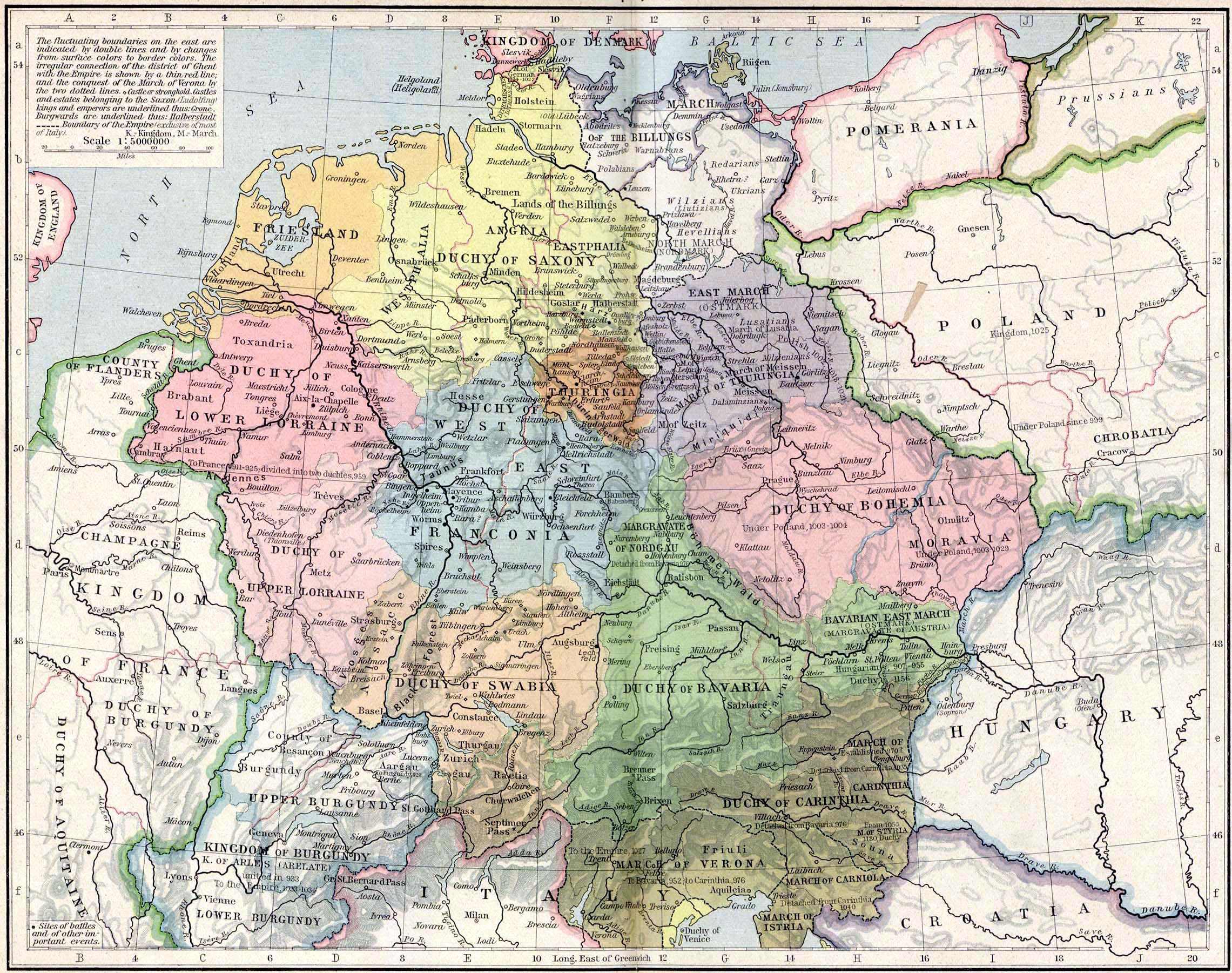
Europa central i oriental del 919 al 1125

Els eslaus polabis (Baix sòrab: Połobske Słowjany, polonès: Słowianie połabscy, txec: Polabští Slované) és un terme col·lectiu que s'aplica a un conjunt de tribus lequites que vivien al llarg del riu Elba, en un territori delimitat per la mar Bàltica al nord, el Saale i la imaginària frontera anomenada Limes saxoniae a l'oest, les muntanyes Ore i els Sudets occidentals al sud, i Polònia per l'est. També han estat coneguts com els eslaus de l'Elba (en alemany: Elbslawen) o com a wends. El seu nom està compost per dos termes d'origen eslau po, que significa "de/al costat/al llarg", i tot seguit el nom del riu l'Elba (Labe en txec i Łaba en polonès).
Els eslaus polabis van començar a assentar-se al territori de l'actual Alemanya a la segona meitat del primer mil·lenni. Van ser conquistats en gran part pels saxons i els danesos al segle xii abans de ser inclosos dins del Sacre Imperi Romanogermànic. Les tribus es van germanitzar gradualment i foren assimilades en els segles següents; els sòrabs (a vegades sorbs) són els únics descendents dels polabis eslaus que han conservat la seva identitat i cultura. Es dedicaven principalment a l'agricultura i la societat estava parcialment militaritzada per fer front a les amenaces. Adoraven els déus pagans eslaus.
El llenguatge polabi s'ha extingit. No obstant això, les llengües sòrabes són parlades per aproximadament 60.000 habitants de la regió i són considerades pel govern d'Alemanya i dels landers afectats com a llengües oficials de la regió.

## Tribus
El Geògraf Bavarès, un document anònim del segle ix (830) esmenta les tribus de polabis eslaus:
- Uuilci (Velets)
  - Kessins
  - Circipans
  - Tollens
  - Redars (la sub tribu principal)
  - Rans
  - Ucris
  - Morics
  - Dosans
  - Zamzizis
  - Recans
  - Neletics
  - Liezizis
  - Zemzizis
  - Smeldings
  - Betènics
- Nortabtrezi (Obotrites)
  - Obotrites propis
  - Wagris
  - Warnabs
  - Polabis propis
  - Linons
  - Travnjanes
  - Drevanis
- Milzani (Milceni)
  - Lusacis
    - Selpols
    - Besunzans
    - Colodics
    - Siuslers
    - Glomacs

  - Milceni
    - Chutics
    - Nisans
    - Plisnis
    - Geres
    - Puonzowa
    - Tucharins
    - Wetes
    - Nelètics
    - Leubuzzis
- Hehfeldi (Hevelli) 
  - Sprevans
  - Moricians
  - Zerwists
  - Serimunts
  - Nicics

La Gran Enciclopèdia Soviètica els classifica en tres grups:
- Obotrites
- Velets
- Lusacis sòrabs

Els seus prínceps portaven el títol de knes.

## Història
Els eslaus polabis van reemplaçar a les tribus germàniques que van emigrar de la regió al nord-est d'Europa entre els segles I i VI. La seva àrea d'assentament va ser bastant estable al segle vuitè. Carlemany va contractar els obotrites com a aliats en la seva campanya contra els saxons rebels de Holstein. Moltes de les tribus eslaves es van convertir en dependències de l'Imperi Carolingi i els francs van crear la Marca Soraba per defensar-se dels sorbs o sòrabs. Einhard en Vita Karoli Magni descriu l'expedició en territori eslau dirigida pel mateix Carlemany, el 798. Els velets (veleti) o wilzi (denominats a si mateixos com welatabis) van ser envaïts pels francs, per les seves contínues expedicions a terres obodrites o obotrites (els obotrites eren aliats dels francs contra els saxons).
Les campanyes alemanyes contra els eslaus van començar seriosament durant la dinastia otoniana. Enric l'Ocellaire va atacar els eslaus en diverses campanyes amb la seva cavalleria. Durant els regnats d'Enric i el seu fill Otó I, diverses marques van ser establertes per protegir les adquisicions orientals, com la Marca Billunga cap al nord i la Marca Geronis al sud. Després de la mort de Geró l'any 965, la Marca Geronis es va dividir en la Marca del Nord, la Marca de Lusàcia (o Marca de l'Est, o Marca Oriental de Saxònia), i la Marca de Turíngia, aquesta última dividida en tres: Marca de Zeitz, Merseburg, i Meissen. Bisbats com Magdeburg, Brandenburg i Havelberg van ser fundats per donar suport a la conversió dels eslaus al cristianisme.
Després de la derrota d'Otó II a la batalla de Capo Colonna el 982, els eslaus pagans es van rebel·lar contra els alemanys l'any següent, els hevelli i liutizi van destruir els bisbats de Havelberg i Brandenburg. Alguns eslaus van avançar sobre l'Elba en territori saxó, però es van retirar quan el duc cristià de Polònia Mieszko I, els va atacar des de l'est. El Sacre Imperi Romanogermànic només va conservar el control nominal sobre els territoris eslaus entre l'Elba i l'Òder. Malgrat els esforços dels missioners cristians, els polabis eslaus consideraven Jesús un "déu alemany" i van romandre pagans.
El príncep obotrita Udó i el seu fill Gottschalk van expandir el seu regne per unificar les tribus obotrites i per la conquesta d'algunes tribus liutizi al segle xi. Van encoratjar l'establiment de bisbats per donar suport a l'activitat missionera cristiana. No obstant això, una revolta el 1066 va portar la mort de Gottschalk i la seva substitució pel pagà Krutó de Wàgria. El fill de Gottschalk, Enric, finalment va assassinar Krutó el 1093.
Des del 1140-43 nobles holsatis (de Holstein) van avançar per Wàgria i es van instal·lar de manera permanent a les terres dels pagans wagris. El comte Adolf II de Holstein i Enric de Badewide van prendre el control dels assentaments polabis a Liubice i Racisburg. Impressionats per l'èxit de la Primera Croada, els saxons van començar a convocar una croada en contra dels seus veïns eslaus. La Croada Wenda del 1147, coincidint amb la Segona Croada, que va ser en gran manera un fracàs, donant com a resultat la devastació de les terres dels liutizi i baptismes forçats. La campanya no obstant això, va assegurar el control saxó de Wàgria i Polàbia. Els obotrites van estar en gran manera en pau amb els saxons durant la següent dècada, encara que els pirates eslaus van assolar Dinamarca.
A partir de finals dels anys 1150, el rei Valdemar el Gran de Dinamarca va sol·licitar l'ajuda del duc Enric el Lleó de Saxònia contra els eslaus, i la seva cooperació va portar a la mort del príncep obotrita, Niklot, el 1160. Els dos senyors cristians van distribuir gran part del territori conquistat entre els seus vassalls. Quan el fill de l'exiliat Niklot, Pribislau, va dirigir una rebel·lió obotrita, els dos aliats van prendre represàlies ocupant Demmin i allunyant Pribislau dels seus aliats liutizis.
Després de la conquesta de Wàgria i Polàbia durant la dècada del 1140, els nobles saxons van intentar expulsar els eslaus nadius i reemplaçar-los per colons saxons i flamencs. La revolta obotrita del 1164 dirigida pel fill de Niklot, Pribislau, va convèncer Enric el Lleó que calia mantenir els eslaus com a aliats, cosa que seria menys problemàtic. El duc saxó li va tornar al cristià Pribislau el poder com a príncep de Mecklenburg, Kessin i Rostock, però vassall dels saxons.
Les tàctiques i l'armament van ser decisius a les campanyes de Dinamarca contra els eslaus polabis orientals. Els danesos van utilitzar ràpids atacs costaners i incursions als rius, tàctiques similars a les dels vikings. Tot i que no tenien experiència en el setge, els danesos van ser capaços de paralitzar les regions eslaves cremant els cultius i els suburbis sense murs. Contraatacs eslaus van ser rebutjats per ballestes i pels arcs noruecs llargs. Els danesos van ocupar Rugen el 1168, i van conquerir la fortalesa dels rani, Arkona. Igual que amb el restabliment de Pribislau per Enric com a vassall saxó, Valdemar va permetre al príncep rani Jaromar governar com un vassall danès cristià. Després que Valdemar va rebutjar compartir Rugen amb Enric el Lleó, el duc de Saxònia va sol·licitar l'ajuda de la confederació obotrita i dels liutizi contra els danesos; Valdemar va posar fi al conflicte mitjançant un pagament a Enric el 1171.
Alarmat per l'expansió del poder d'Enric el Lleó, l'emperador Frederic Barba-roja va deposar el duc de Saxònia i va redistribuir les seves terres el 1180/1181. La retirada del suport saxó va deixar els liutizi i els seus suports a Pomerània, vulnerables a la flota danesa. Una flota eslava va intentar recuperar Rugen però va ser aixafada a la badia de Greifswald el 19 de maig del 1184. Monjos danesos van iniciar activitats missioneres a les abadies de Pomerània, i el príncep Bogislau I de Pomerània es va sotmetre al rei Canut VI de Dinamarca el 1185 i es va convertir en vassall del rei danès.
Pribislau, un príncep cristià dels hevelli, a la seva mort va llegar les seves terres al saxó Albert l'Ós, fet que donaria lloc a la creació del Marcgraviat de Brandenburg.
Els sòrabs lusacis van romandre independents en gran manera. Van ser sotmesos temporalment per Carlemany, però després de la seva mort els vincles amb els francs van quedar trencats. En un seguit de sagnants guerres entre el 929 i el 963 les seves terres van ser conquistades pel rei Enric l'Ocellaire i el seu fill Otó el Gran i es van incorporar al Regne d'Alemanya. Al segle xiv, la majoria dels eslaus que vivien allà s'havien germanitzar i assimilat. No obstant això, els sòrabs, els descendents dels milceni i lusici, van conservar la seva identitat dins de Lusàcia, una regió avui dividida entre els estats alemanys de Brandenburg i Saxònia.
Malgrat la seva conversió al cristianisme, la llengua eslava va ser parlada pels descendents dels drevani a la zona de l'Elba inferior fins a principis del segle xviii.